# Icon: Best of Vanessa Carlton
Icon: Best of Vanessa Carlton este prima compilație a cântăreței Vanessa Carlton, lansată în SUA pe 4 ianuarie 2011. Face parte din seria de albume Icon lansate de Universal Music Enterprises.

## Piesele de pe album
| Nr. | Titlu              | Autor(i)                 | Lungime |  |
| 1.  | „A Thousand Miles” | Vanessa Carlton          | 3:58    |  |
| 2.  | „Ordinary Day”     | Carlton                  | 4:00    |  |
| 3.  | „White Houses”     | Carlton, Stephan Jenkins | 3:46    |  |
| 4.  | „Heroes & Thieves” | Carlton, Jenkins         | 3:49    |  |
| 5.  | „Nolita Fairytale” | Carlton, Jenkins         | 3:28    |  |
| 6.  | „Who's to Say”     | Carlton, Jenkins         | 4:52    |  |
| 7.  | „Home”             | Carlton                  | 5:39    |  |
| 8.  | „San Francisco”    | Carlton                  | 4:13    |  |
| 9.  | „Pretty Baby”      | Carlton                  | 3:58    |  |
| 10. | „Hands on Me”      | Carlton, Jenkins         | 3:01    |  |
| 11. | „Twilight”         | Carlton                  | 4:49    |  |
| 12. | „Private Radio”    | Carlton, Jenkins         | 2:59    |  |